# Eficiencia eléctrica
La definición más reciente sobre eficiencia energética está contenida en la norma internacional ISO 50001 sobre "Sistemas de Gestión de la Energía", editada con fecha septiembre de 2011: "Proporción u otra relación cuantitativa entre el resultado en términos de desempeño, de servicios, de bienes o de energía y la entrada de energía".

{\displaystyle \mathrm {Eficiencia\ Energetica} ={\frac {\mathrm {Resultados} }{\mathrm {Entrada\ Total\ de\ Energia} }}}

En el caso de la electricidad, la Eficiencia Energética Eléctrica se calcula en términos de Consumo Específico Eléctrico. Es decir, la cantidad de energía eléctrica necesaria para fabricar un determinado producto o para prestar un determinado servicio. Técnicamente se expresa de la siguiente forma:
{\displaystyle \mathrm {Consumo\ Especifico\ Electrico={\frac {Energia\ Consumida\ en\ kW\cdot h}{Unidad\ de\ Producto\ o\ de\ Servicio}}} }
Por ejemplo, en la transformación de termoplásticos, el ratio para medir el grado de eficiencia eléctrica es [kWxh/kg]; debiendo intentarse reducir dicho ratio al mínimo valor posible, dentro de los actuales métodos de producción.
{\displaystyle \mathrm {Consumo\ Especifico\ Electrico\ en\ Termoplasticos={\frac {kW\cdot h}{kg}}} }
En la prestación de un servicio, como por ejemplo un hotel, el ratio más adecuado para medir el grado de eficiencia energética eléctrica de un establecimiento hotelero, sería [kWxh/huésped].
http://recursostic.educacion.es/secundaria/edad/2esobiologia/2quincena3/paginas/rendimiento.htm
{\displaystyle \mathrm {Consumo\ Especifico\ Electrico\ en\ Hosteleria={\frac {kW\cdot h}{Huesped}}} }
http://recursostic.educacion.es/secundaria/edad/2esobiologia/2quincena3/paginas/rendimiento.htm
Además de ello, para calcular la Eficiencia Eléctrica asociada a determinada etapa o sector concreto de un proceso, es necesario medir tanto el consumo eléctrico, como la producción y/o la explotación asociados; existiendo para ello diversos hardware y software, especialmente ideados para correlacionar dichos parámetros, en dos o en tres dimensiones: kWh/m3, kWh/Ton, etc.
Las soluciones a nivel internacional, tales como sistemas para la modelización y el análisis del consumo eléctrico industrial y doméstico,  consideradas como "Best Available Technologies (B.A.T.)", son actualmente las aportadas por las siguientes firmas tecnológicas: ABB,  Siemens, General Electric, Schneider Electric, entre otras.

## Tipos de consumos no deseados en instalaciones eléctricas
Hay diferentes tipos de consumos no deseados que se producen habitualmente. Entre ellos, podemos encontrar:
- Las averías y los funcionamientos anómalos de máquinas e iluminaciones, que no están dotados de un sistema de mantenimiento predictivo eléctrico conectado a un ordenador, generan pérdidas superiores al 5% del gasto total eléctrico. Pueden suponer hasta un 10% de pérdidas de energía.
- Las sobrecargas puntuales, originadas por la aleatoriedad de la propia demanda eléctrica, exigen contratar y pagar un exceso en la potencia; o bien sufrir penalizaciones del maxímetro en industria. Ello incrementa en más de un 5% la factura eléctrica recibida. Pueden incrementar hasta un 10% las pérdidas.
- Los descuidos y las negligencias por parte de los usuarios suponen más del 5% de la factura eléctrica en industrias y viviendas. Pueden llegar a ser hasta un 10% de la factura.
- Los stand-by de determinados aparatos y máquinas eléctricas, así como los consumos latentes ocultos en todo tipo de instalaciones, provocan pérdidas del orden del 5% del gasto eléctrico total, al quedar siempre conectados de forma innecesaria 24 horas al día. Llegan a ser, en algunos casos, hasta un 10% del consumo total.

## Metodología recomendada para la mejora de la eficiencia energética eléctrica
La metodología utilizada, tanto en plantas industriales como en edificios, para optimizar la eficiencia energética eléctrica, contempla fundamentalmente los siguientes aspectos:
- Instalación de baterías y/o cartuchos de condensadores para mejorar el factor de potencia.
- Aplicar dispositivos de control, autómatas y variadores de frecuencia, para optimizar la gestión.
- Someter a inspección el sistema eléctrico de generación de agua caliente.
- Verificar el control de puertas y accesos para evitar fugas térmicas y movimientos de motores.
- Inspeccionar los sistemas de acondicionamiento frío y calor.
- Revisión del tipo de iluminación interior/exterior y de su mantenimiento.
- Instalación y mantenimiento de los equipos de aire comprimido.
- Estudio y optimización del consumo de los motores eléctricos grandes.
- Revisión de hornos, secaderos y equipos de frío.
- Optimizar las condiciones de contratación del suministro eléctrico.